# Malcolm McLaren
Malcolm McLaren, född 22 januari 1946 i London, död 8 april 2010 i Bellinzona i Schweiz, var en brittisk konstnär, författare, musiker och manager.
1971 öppnade McLaren klädbutiken Let it Rock i London, med sin partner Vivienne Westwood. 1976 bytte butiken namn till SEX. Paret fick en son, Joseph Corre, i dag ägare till klädmärket Agent Provocateur. 
McLaren blev under 1970-talet manager åt New York Dolls och Sex Pistols, senare även till Bow Wow Wow. Han har hävdat att det var han som skapade punken.
1983 debuterade McLaren som soloartist med skivan Duck Rock, ett album influerat av afro-amerikansk hiphop. Senare lånade McLaren inslag av bland annat elektronisk musik, liksom opera (singeln Madam Butterfly), i sina kompositioner.
McLaren avled i sviterna av malignt mesoteliom.

## Diskografi (urval)
- 1983 – Duck Rock
- 1994 – Paris
- 2009 – Shallow - Musical Paintings